# Carex trigonosperma
Carex trigonosperma är en halvgräsart som beskrevs av Jisaburo Ohwi. Carex trigonosperma ingår i släktet starrar, och familjen halvgräs. Inga underarter finns listade i Catalogue of Life.